# Кейт Біверс
Кейт Біверс (англ. Keith Beavers, 9 лютого 1983) — канадський плавець.
Учасник Олімпійських Ігор 2004, 2008 років.
Призер Пантихоокеанського чемпіонату з плавання 2002 року.
Призер Панамериканських ігор 2007 року.